# Gareth Edwards (Regisseur)

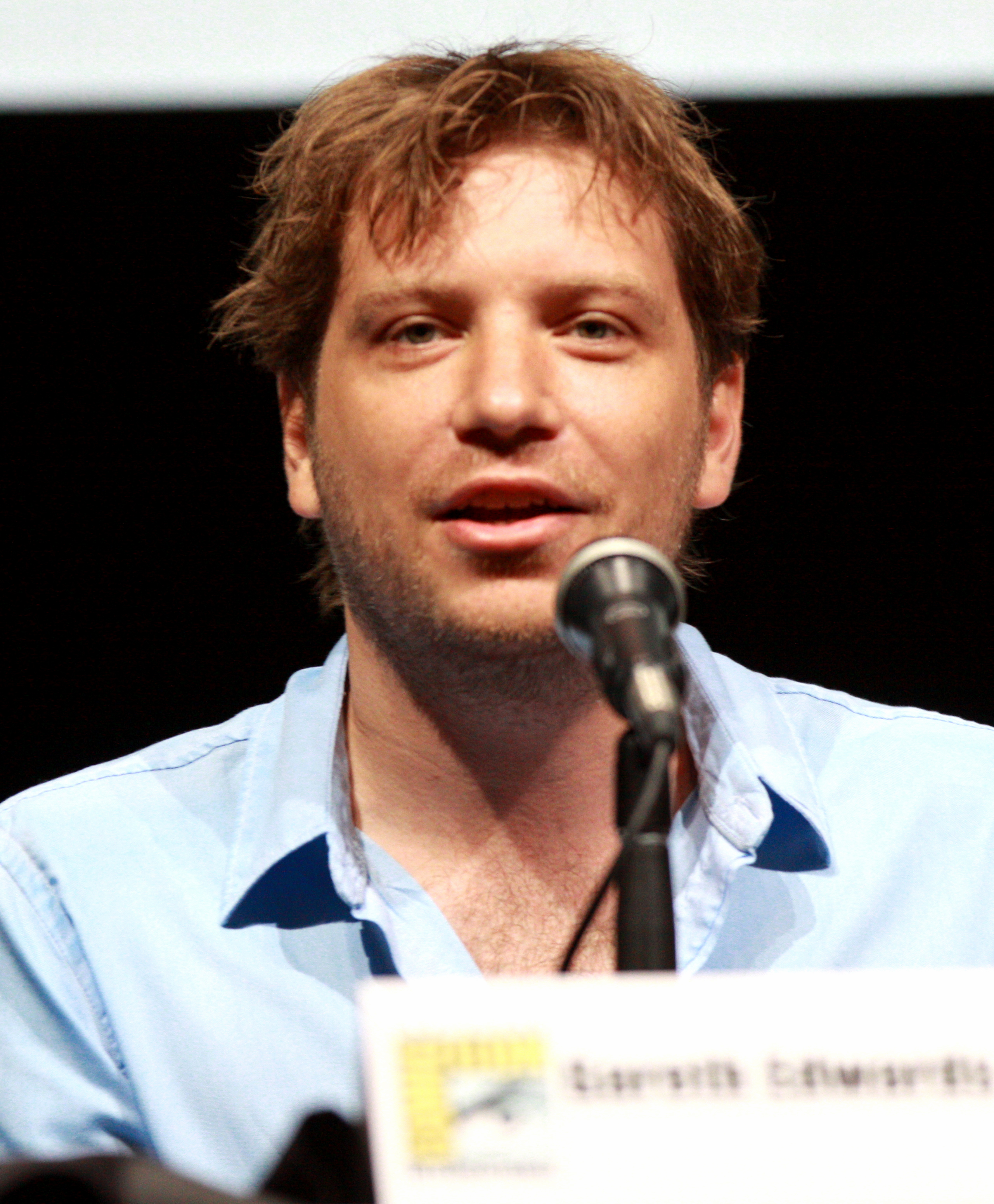
Edwards auf der Comic-Con 2013

Gareth James Edwards (* 1. Juni 1975 in Nuneaton, Warwickshire) ist ein britischer Filmregisseur, Drehbuchautor, Kameramann und Produzent. Internationale Bekanntheit erlangte er durch Filmproduktionen wie Monsters, Godzilla oder Rogue One: A Star Wars Story.

## Werdegang
Bekannt wurde er durch den Independent-Film Monsters aus dem Jahr 2010, seinen ersten Spielfilm, für den er auch das Drehbuch geschrieben hat. Für seine Kameraführung, das Produktionsdesign und die Visuellen Effekte erhielt er 2011 den Evening Standard British Film Award für die „Beste technische oder künstlerische Leistung“.
Ab März 2013 führte er Regie beim 3D-Film Godzilla, der im Mai 2014 weltweit Premiere feierte.
Am 22. Mai 2014 wurde bekannt, dass Edwards als Regisseur für einen eigenständigen Star-Wars-Film vorgesehen ist. Die Dreharbeiten begannen im August 2015. Der Film mit dem Titel Rogue One: A Star Wars Story wurde im Dezember 2016 veröffentlicht.
Für seinen nächsten Film, The Creator, schrieb er das Drehbuch und führte Regie. Der Film wurde, trotz seiner vergleichsweise niedrigen Produktionskosten von 80 Millionen Dollar für seine Visuellen Effekt gelobt. Am 28. September 2023 kam The Creator in die deutschen Kinos. 2025 folgte mit Jurassic World: Die Wiedergeburt seine Fortführung der Jurassic-Park-Reihe.

## Filmografie
- 2005: End Day (Fernsehfilm)
- 2008: Factory Farmed (Kurzfilm)
- 2010: Monsters
- 2014: Godzilla
- 2016: Rogue One: A Star Wars Story
- 2023: The Creator
- 2025: Jurassic World: Die Wiedergeburt (Jurassic World Rebirth)